# Dolní Újezd, Svitavy
Dolní Újezd là một làng thuộc huyện Svitavy, vùng Pardubický, Cộng hòa Séc.